# Bibliopedagogika

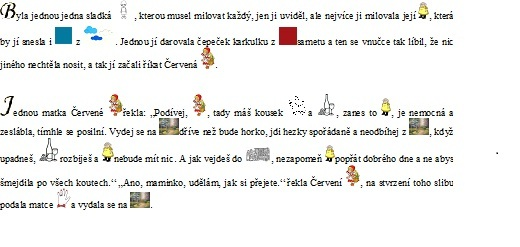
Pohádka hrou

Bibliopedagogika je „oblast aplikované pedagogiky, která sleduje a rozpracovává zákonitosti procesu čtení a čtenářského vývinu jedince, výchovné působení knihy a četby a specifické knihovnické metody práce se čtenáři při formování jejich čtenářské kultury“
Jedná se tedy o tzv.  výchovu k četbě a výchovu četbou  neboli o pedagogické působení na čtenáře a zároveň výsledky procesu čtení. Četba se považuje za jeden z činitelů, které ovlivňují rozvoj poznávacích schopností, představivost, prohlubování myšlenkových procesů, vnímání, paměť a její průběh, má vliv na citový život člověka, na upevňování vůle a morálky, působí na jednání lidí a dává návod k řešení životních situací. Je tudíž nedílnou součástí vývoje jedince.
Pro poskytnutí kvalitní výchovy a vzdělání je nezbytné vést dítě k četbě už od útlého věku. Pojem bibliopedagogika poprvé použil Jaroslav Frey roku 1936 ve své knize Úvod do výchovy čtenářů. Podstata bibliopedagogiky se skrývá v množství dalších věd. Patří sem především pedagogika, sociologie, psychologie a jejich hraniční disciplíny.

## Vývoj čtenáře
Vývoj čtenáře je v rámci populace individuální. Závisí na čtenářových genetických vlastnostech, motivaci, sociálním prostředí a dalších podnětech. Při výběru četby je tedy nutné přihlížet nejen k věku, zájmům, motivům a potřebám, ale i k individuálním schopnostem, dovednostem a pocitům čtenáře.
Učit děti k četbě je vhodné už od malička. Zpočátku jsou vhodná různá leporela, obrázkové knížky.
Uplatňujícím se principem je škola hrou. Aby četba dítě zaujala, nesmí se do ničeho nutit. Musí se brát ohled na věková specifika, paměť, pozornost. Postupně se přidávají pohádky, na nichž lze ocenit pozitivní důsledky ve formování fantazie, morálky, představivosti a také ve slovní zásobě. Ve školním prostředí se přidávají knihy zaměřené na zajímavou školní látku, postupně se pak přechází k vážným školním tématům a samozřejmě s formováním vlastních názorů a zájmů o ony samy. Četba však nemá vliv pouze v dětském věku, ale po celý život. Dá se vypozorovat, že v dnešní době mírně klesá četnost četby v produktivním věku. Ovšem ve stáří si opět nachází své místo. Četba může má v životě člověka nezastupitelné místo. Projevuje se mnoha funkcemi, které jsou pro každého člověka nepostradatelné

## Funkce četby podle Roberta Escarpita[1]
- Utilitární funkce - potřeba funkcionální neboli utilitární četby vzniká za cílem získání nějaké informace (literatura příručkového charakteru, literatura technická, slovníky, encyklopedie, …)
- Literární funkce - četba vyvolávající psychologické a estetické prožitky (umělecká, beletristická literatura …)

## Funkce četby podle Lidmily Vášové[1]
- Instrumentální funkce četby – totožné s Escarpitovo utilitárními funkcemi
- Prestižní účinky četby – slouží k posílení sounáležitosti ve skupině a k identifikaci s ní
- potvrzovací funkce - slouží k ověření určitého názoru či stanoviska
- estetická funkce – vyvolává estetické prožitky
- rekreační účinky – slouží k odreagování

## Knihovnické akce
Jelikož kniha přispívá k formování osobnosti, je velice důležité, aby už malé děti byly vedeny k práci s knihou a aby se tato činnost konala pod odborným dohledem, tedy ve veřejných knihovnách.
Velkým problémem dnešní doby je to, že rodiče dětem čtou méně, děti čtou méně a čtou špatně. Nestačí pouze gramotnost sama o sobě, důraz je třeba klást na informační gramotnost (tzn. schopnost práce s informacemi, jejich dešifrování, recepce, reprodukce, pochopení a další využívání). Knihovny jsou instituce, které se soustřeďují na práci s dětmi a mládeží a částečně se tak zapojují do vzdělávání ke čtenářské a informační gramotnosti.
Mezi akce, které knihovny na podporu čtenářství pravidelně pořádají, patří:
- Ason Klub – akce na podporu mladých autorů
- Pasování prvňáčků na čtenáře
- Den pro dětskou knihu – soutěže, hry, předčítání v knihovně
- Noc s Andersenem – akce, při které děti přespávají v knihovně. Doplněné bohatým programem
- Anketa SUK - anketa vyhodnocující nejlepší a nejčtenější dětské knihy za uplynulý rok